# Pietro Zamburlini
Pietro Zamburlini (Bagnoli di Sopra, 15 dicembre 1832 – Artegna, 1º dicembre 1909) è stato un arcivescovo cattolico italiano.

## Biografia
Nato in provincia di Padova, entrò giovanissimo nel seminario diocesano, dove fu prima studente, poi, dopo essersi laureato in teologia nel 1866, fu docente e, infine, rettore. In quel periodo conobbe e intrecciò una solida amicizia col futuro papa Pio X, col quale mantenne una corrispondenza duratura. Nel 1878 fu nominato canonico della cattedrale di Padova e, successivamente, vicario generale della diocesi.
Nel 1894 fu eletto vescovo di Concordia, dove rimase fino al 1897, anno in cui fu trasferito all'arcidiocesi di Udine. Il 19 marzo 1895 consacrò la chiesa di san Nicolò vescovo a Castelnovo del Friuli.
Nel 1898 chiese ai padri stimmatini di aprire un collegio cattolico in Udine, il futuro Collegio Bertoni. Il 19 maggio 1901 consacrò l'altare maggiore della basilica della Madonna delle Grazie, opera del maestro Giuseppe Gregorutti di Udine, che era stato collocato nel 1893, in sostituzione di quello precedente, opera di Michele Zuliani, detto Lessani, del 1798, ora nella chiesa di Pradielis (Udine).
Morì ad Artegna il 1º dicembre 1909 all'età di 76 anni.

## Genealogia episcopale e successione apostolica
La genealogia episcopale è:
- Cardinale Scipione Rebiba
- Cardinale Giulio Antonio Santori
- Cardinale Girolamo Bernerio, O.P.
- Arcivescovo Galeazzo Sanvitale
- Cardinale Ludovico Ludovisi
- Cardinale Luigi Caetani
- Cardinale Ulderico Carpegna
- Cardinale Paluzzo Paluzzi Altieri degli Albertoni
- Papa Benedetto XIII
- Papa Benedetto XIV
- Papa Clemente XIII
- Cardinale Marcantonio Colonna
- Cardinale Giacinto Sigismondo Gerdil, B.
- Cardinale Giulio Maria della Somaglia
- Cardinale Carlo Odescalchi, S.I.
- Cardinale Fabio Maria Asquini
- Cardinale Giuseppe Luigi Trevisanato
- Cardinale Domenico Agostini
- Cardinale Giuseppe Callegari
- Arcivescovo Pietro Zamburlini

La successione apostolica è:
- Arcivescovo Luigi Pellizzo (1906)